# Ivatsévichy
Ivatsévichy o Ivatsévichi (bielorruso: Івацэ́вічы; ruso: Иваце́вичи; polaco: Iwacewicze; lituano: Ivasevičai) es una ciudad subdistrital de Bielorrusia, capital del distrito homónimo en la provincia de Brest.
En 2017, la ciudad tenía una población de 23 440 habitantes.
Se ubica unos 60 km al suroeste de Baránavichi, sobre la carretera M1 que lleva a la capital provincial Brest. Al sureste de la ciudad sale la carretera P6 que lleva a Pinsk y al noroeste la P44 que lleva a Grodno.

## Historia
Se conoce la existencia de la localidad desde 1508, cuando se menciona como una finca rústica lituana en un documento eclesiástico de Zelva. En 1750 se construyó el templo católico, que entre 1860 y 1922 se usó como templo ortodoxo. En la partición de 1795 se incorporó al Imperio ruso, que a partir de 1871 lo desarrolló como poblado ferroviario de la línea de ferrocarril de Moscú a Varsovia.
En 1921 se incorporó a la Segunda República Polaca, que le dio el estatus de miasteczko, el equivalente polaco de la época a una villa de mercado. En 1939 pasó a formar parte de la RSS de Bielorrusia, que en 1940 la clasificó como asentamiento de tipo urbano. En esa época creció notablemente como lugar de refugio de judíos polacos que huían de la invasión nazi de Polonia; cuando los invasores alemanes ocuparon Ivatsévichy entre 1941 y 1944, asesinaron a más de mil personas en la localidad. En los años posteriores a la guerra, la localidad creció como un asentamiento industrial, adoptando estatus de ciudad en 1966.